# Atlas Lingüístico de la Península Ibérica
El Atlas Lingüístico de la península ibérica (ALPI) es un proyecto de Atlas lingüístico concebido en 1914 por Ramón Menéndez Pidal y encargado a su discípulo Tomás Navarro Tomás, quien dirigió sus trabajos desde el Centro de Estudios Históricos de la Junta para Ampliación de Estudios. El proyecto se basó en unos cuadernos de encuesta elaborados en 1930-31, y 3 equipos de encuestadores se encargaron de recoger los datos correspondientes a las más de 1300 cuestiones de esos cuadernos en 527 puntos de encuesta, generalmente pueblos pequeños, previamente seleccionados para cubrir de la manera más completa posible todas las variantes lingüísticas de la península ibérica, Rosellón y Baleares, salvo el área de lengua vasca. No se incluyeron las Islas Canarias, como tampoco Azores ni Madeira. La mayor parte del trabajo de encuesta se realizó entre 1931 y 1935, y el resto se completó entre 1947 y 1954. El material se publicó en Internet en 2016.
Siguiendo la metodología habitual de los primeros atlas lingüísticos, en cada punto de encuesta (pueblo o aldea) se elegían habitualmente dos informadores, uno para el estudio de la fonética y la morfosintaxis y otro para la parte de léxico, que fueran del lugar, que hubiesen salido poco de él, que tuvieran poca instrucción y que fueran de edad madura. De esta manera se confiaba en recoger las características más genuinas del habla de cada lugar. A continuación se pedía a los informadores que diesen la forma habitual en el lugar para una serie de palabras y frases (definidos en la encuesta) y su respuesta era copiada por medio de transcripción fonética, que reflejaba la pronunciación. Esta transcripción, adaptación del Alfabeto fonético de la RFE, es sumamente detallista, con niveles de diferenciación fonética muy superiores, por ejemplo, a los del Alfabeto Fonético Internacional[cita requerida].
Los encuestadores fueron los siguientes:
- Francesc de Borja Moll.
- Aurelio Macedonio Espinosa.
- Luís F. Lindley Cintra, que se incorporó en la segunda fase de las encuestas, sustituyendo en el territorio portugués a Armando Nobre de Gusmão.
- Armando Nobre de Gusmão. Inicialmente el encuestador portugués iba a ser Rodrigo de Sá Nogueira, pero abandonó el proyecto a poco de empezar y fue sustituido por Nobre de Gusmão, que hizo la primera fase de las encuestas, pero no pudo reincorporarse después de la Guerra Civil por enfermedad.
- Aníbal Otero.
- Lorenzo Rodríguez-Castellano.
- Manuel Sanchis Guarner.

A partir de los resultados de las encuestas, estaba previsto publicar el atlas propiamente dicho, en 10 tomos, pero finalmente solo el primer tomo vio la luz.

## Desventuras del ALPI
Los trabajos de encuesta tuvieron que ser interrumpidos a consecuencia de la guerra civil española de 1936-39. Tomás Navarro Tomás tuvo que exiliarse, y se llevó consigo los materiales del ALPI. 
Uno de los encuestadores, Aníbal Otero, fue acusado de espionaje, aparentemente por el hecho de usar signos de transcripción fonética en sus cuadernos de encuesta, y condenado a muerte. Más tarde le fue conmutada la pena, y permaneció en prisión hasta 1941.
En 1951 Tomás Navarro Tomás envió los materiales a España, al Consejo Superior de Investigaciones Científicas (CSIC), tras pactarse que se acabarían las encuestas pendientes y se publicaría el atlas. 
En 1962 se publicó el primer volumen de los 10 previstos, pero inmediatamente se suspendieron los trabajos, y ya no se han publicado más volúmenes. Los cuadernos de encuesta quedaron guardados dispersos en diversos lugares públicos y privados. A partir de 1999, David Heap, profesor de la Universidad de Western Ontario (en Canadá), fotocopió los cuadernos y publicó facsímiles en Internet (ver Enlaces externos). En 2016 ha comenzado desde el CSIC la publicación en línea del ALPI.

## La publicación en línea del ALPI
A partir del año 2007, con motivo del centenario de la Junta para Ampliación de Estudios, el CSIC decidió editar los materiales inéditos del ALPI, un proyecto cuya coordinación encargó a Pilar García Mouton, profesora de investigación del CSIC especialista en Geolingüística. El equipo con el que trabaja está integrado por Inés Fernández-Ordóñez (Universidad Autónoma de Madrid), David Heap (University of Western Ontario), María Pilar Perea (Universidad de Barcelona), João Saramago (Centro de Lingüística da Universidade de Lisboa) y Xulio Sousa Fernández (Instituto da Lingua Galega de la Universidade de Santiago de Compostela).
El proyecto aprovecha las posibilidades que la tecnología informática proporciona para el cartografiado automático y para hacer búsquedas de todo tipo en un corpus de datos tan grande como el del ALPI. La edición se plantea en soporte informático a través de la red, a partir de una base de datos georreferenciada, accesible para todos los posibles usuarios. 
Sus primeros resultados se encuentran en la dirección alpi.csic.es. Allí se puede acceder a los datos sobre las hablas románicas de 527 localidades peninsulares y baleares recogidos en las encuestas. La herramienta de consulta permite diferentes tipos de búsqueda y facilita el cartografiado a demanda de los resultados.
El 12 de mayo de 2016 se ha publicado una primera entrega, que se verá incrementada en 2017, gracias a una ayuda de la Fundación BBVA para Humanidades Digitales concedida en 2014 al proyecto que coordina Pilar García Mouton. 
La página web del ALPI ofrece mucha información para especialistas, profesores, estudiantes y público general. Presenta la historia del proyecto histórico, describe su metodología y facilita el enlace a la entrevista que hizo Jesús Hermida a Tomás Navarro Tomás en 1974. Incluye una fotogalería de gran valor etnográfico, una Galería que admite búsquedas, con fotografías hechas en las encuestas de los años treinta conservadas en el Fondo Rodríguez-Castellano (Biblioteca Tomás Navarro Tomás, CCHS-CSIC). En la web se detallan los pasos del actual proceso de edición, los criterios seguidos, etc. Finalmente el apartado Publicaciones constituye una verdadera biblioteca virtual, que da acceso al primer volumen del ALPI (CSIC, 1962), a los estudios relacionados con el atlas publicados por sus autores y a los que ha ido publicando el equipo que trabaja actualmente en su elaboración y edición digital. 
El valor científico del ALPI como testimonio histórico es indiscutible. Con su edición, la comunidad científica podrá documentar una importante etapa de la historia de las variedades románicas peninsulares.